# Anne Geneviève de Bourbon
Anne Geneviève de Bourbon, duchesse de Longueville, (utvrda Vincennes, Pariz, 28. kolovoza 1619. – Pariz, 15. travnja 1679.), bila je francuska princeza koja je potjecala iz plemićke kuće Bourbon-Condé. Bila je i politička aktivistica. U povijesti je poznata po svojoj ljepoti i nesretnim ljubavnim vezama.

## Život
Anne Geneviève se rodila 28. kolovoza 1619. godine u zatvoru kao prva i jedina kćer Henrika Bourbon-Condéa i Charlotte Margarete de Montmorency,  a bila je i starija sestra glasovitog maršala Louisa Condéa. Njezini roditelji su bili u gorljivom sukobu s francuskom kraljicom Marijom de Medici.  Zbog toga ih je kraljica dala uhititi i zatvoriti u utvrdi Vincennes, koja je ujedno bila i zatvor.  Nakon kraljičinog prognanstva iz zemlje, obitelj Bourbon-Condé je bila puštena na slobodu.  Godine 1642. Anne se udala za vojvodu od Longuevillea,  koji je ujedno i bio guverner Normandije.  S njim je imala četvero djece.  Odmah potom se počela zanimati za politiku. Bila je žestoka protivnica vladavine kardinala Julesa Mazarina i regentkinje Ane Austrijske u doba malodobnosti Luja XIV.  Zato je pokrenula protiv njih frondu no bila je neuspješna, ugušena 1653. Pokrenula je protiv njih i drugu frondu ali uzalud.  Isto je bila ugušena. Nakon toga se povukla iz političkog života. Nakon muževe smrti 1663. se posvećuje vjerskom životu i podupire janseniste. Anne Geneviève je umrla 15. travnja 1679. godine u Parizu u šezdesetoj godini života.

## Nesuđena ljubav
Anne Geneviève je imala puno ljubavnih veza a njena najpoznatija veza je bila s književnikom Françoisom de La Rochefoucauldom. No ta je veza nesretno završila. Bila je raskinuta jer je na oboje imala poguban utjecaj.